# Клятва на крови
Клятва на крови (венг. Vérszerződés) — легендарный договор, заключённый вождями семи древневенгерских племён и ставший первым неписаным основным законом венгерского народа. История этого события описывается в хронике «Деяния венгров» (лат. Gesta Hungaroum) 1196—1203 годов, в которой, однако, упоминаются многие законы и обычаи XII века. Клятву заключили семь вождей — Альмош, Элед, Онд, Кенд, Таш, Куба (Хуба) и Тетень (Тёхётём) — порезав руки и слив кровь в одну чашу. В традициях венгерских вождей было скреплять кровью важнейшие договоры и клятвы, однако под «клятвой на крови» в Венгрии чаще всего подразумевается именно эта клятва семи вождей.

## Описание в хронике
Историками принято считать, что вождь Альмош принёс клятву в IX веке в Этелкёзе, ещё до переселения венгров в Карпатский бассейн. Автор «Деяний», известный как «Магистр П.» и признанный анонимным автором, описывает событие следующим образом:

5. ОБ ИЗБРАНИИ ВОЖДЯ АЛМОША
[…]
Тогда единогласно они сказали вождю Алмошу так: «Отныне избираем тебя вождем и повелителем, и какова бы ни была твоя судьба, мы последуем за тобой». Тогда вышеназванные мужи, собрав по языческому обычаю свою кровь в одном сосуде, принесли присягу вождю Алмошу. И хотя они были язычниками, но верность клятве, которую тогда принесли, сохраняли до самой смерти.
6. ОБ ИХ КЛЯТВЕ
Первое положение клятвы было таково: чтобы, сколько бы ни жили они или их потомки, вожди их будут из рода вождя Алмоша. Второе положение клятвы было таково: что сколько бы благ они ни обрели своими трудами, никто из них не будет обделен. Третье положение клятвы было таково: что те семь правителей, которые по доброй воле избрали Алмоша своим господином, и они сами, и их сыновья навсегда останутся в совете вождя и никогда не утратят почета в королевстве. Четвертое положение клятвы было таково: что, если кто-либо из их потомков совершит вероломство против вождя или посеет распрю между вождем и его родичами, то пусть прольется кровь виновного, как они пролили свою кровь, давая клятву вождю Алмошу. Пятое положение клятвы было таково: что, если кто-либо из потомков вождя Алмоша и других лиц княжеского достоинства нарушит положения, скрепленные их клятвой, то да будут они преданы анафеме навеки. Имена этих семи мужей были: Алмош, отец Арпада; Элед, отец Саболча, от которого пошел род Чак; Кенд, отец Курзана; Онд, отец Эте, от которого происходит род Калан и Кёлчёй; Таш, отец Лела; Куба, от которого ведёт род Семере; седьмой — Тетень, отец Хорки, сыновьями которого были Дюла и Зомбор, от которых пошел род Маглод, как будет сказано ниже. Но довольно! Идем по пути истории

По современным источникам, кочевые племена наподобие венгров или скифов часто скрепляли свои клятвы кровью. Так, Геродот описывал скифские ритуалы следующим образом:

Все договоры о дружбе, освященные клятвой, у скифов совершаются так. В большую глиняную чашу наливают вино, смешанное с кровью участников договора (для этого делают укол шилом на коже или маленький надрез ножом). Затем в чашу погружают меч, стрелы, секиру и копье. После этого обряда произносят длинные заклинания, а затем как сами участники договора, так и наиболее уважаемые из присутствующих пьют из чаши.

## Толкование
Описание церемонии клятвы отражает политические и социальные изменения во время эпохи жизни анонимного автора. Возраставшая мощь правителей и необходимость закрепления их прав привела в будущем к появлению Золотой Буллы 1222 года. Некоторые историки утверждают, что автор показывал изменения общества, характерные именно для XIII века, и защищал права дворянства, считая это чем-то вроде восторжествовавшей исторической справедливости. В частности, Иштван Немешкюрти писал:

Целью Магистра П. (Безымянного) является справедливое обоснование прав и притязаний венгерского дворянства XIII века и создание предыстории, восходящей к Завоеванию родины на Дунае, для всех его друзей и семьи. Также, хотя Безымянный отмечает, что его работы основаны на письменных источниках, он хотел создать литературное произведение в стиле его современников.